# John Welchli
John Russell Welchli (Detroit, Michigan, 1929. március 6. – Grosse Pointe Farms, Michigan, 2018. március 23.) olimpiai ezüstérmes amerikai evezős.

## Pályafutása
Az 1956-os melbourne-i olimpián ezüstérmes lett a kormányos nélküli négyes versenyszámban társaival, John McKinlayvel, Arthur McKinlayvel és James McIntosh-sal.

## Sikerei, díjai
- Olimpiai játékok
  - ezüstérmes: 1956, Melbourne (kormányos nélküli négyes)